# Oswald Gomis
Oswald Gomis (Colombo, 12 dicembre 1932 – Colombo, 3 febbraio 2023) è stato un arcivescovo cattolico singalese.
È stato arcivescovo metropolita di Colombo tra il 2002 ed il 2009.
Monsignor Gomis è stato cancelliere dell'Università di Colombo e tra il 1995 ed il 2002 vescovo di Anuradhapura. Egli è stato anche il vescovo ausiliare dell'arcidiocesi di Colombo tra il 1968 ed il 1996. Si è ritirato dal servizio pastorale il 5 agosto 2009.

## Breve vita
Nato il 12 dicembre 1932 nel Distretto di Gampaha, in un sobborgo di Colombo, Gomis ha frequentato presso il Collegio di San Giuseppe e il Collegio di San Benedetto a Colombo; successivamente entrò al Seminario dell'arcidiocesi nel 1950. Ha ricevuto l'ordinazione presbiterale il 3 febbraio 1958. Ha ricevuto l'ordinazione episcopale il 17 luglio 1968 da Thomas Benjamin Cooray: co-consacranti i vescovi Anthony de Saram e Jacob Bastiampillai Deogupillai. Ha ricoperto numerosi incarichi durante il suo servizio nella diocesi, come docente al St. Aloysius Seminary di Colombo tra il 1958 ed il 1960, e direttore e redattore della Stampa cattolica dal 1961 al 1968.
È morto il 3 febbraio 2023 all'età di 90 anni e, dopo i solenni funerali celebrati il 6 febbraio dal suo successore cardinale Albert Malcolm Ranjith Patabendige Don, è stato sepolto nella cripta della cattedrale di Santa Lucia.

## Lavori sociali
Al fine di aiutare i bambini delle comunità intorno Colombo, Oswald Gomis ha fondato diverse scuole nei distretti esterni con i principali istituti di Colombo. È stato coinvolto in diverse raccolte fondi per i poveri; ha contribuito anche nella costruzione di nuove case per le vittime dello Tsunami del 2004, un programma di borse di studio per i bambini colpiti dalla povertà e dalla miseria. Ha anche fatto costruire un ospedale nel suo sobborgo natale.
Scuole ed istituti fondati:
- St. Peter's College, Gampaha;
- St. Peter's College, Udugampola;
- Holy Cross College, Payagala;
- St. Joseph's College, Enderamulla;
- St. Joseph's College, Kadolkele;
- Loyola College, Bopitiya;
- Christ the King College, Weliweriya.

## Genealogia episcopale e successione apostolica
La genealogia episcopale è:
- Cardinale Scipione Rebiba
- Cardinale Giulio Antonio Santori
- Cardinale Girolamo Bernerio, O.P.
- Arcivescovo Galeazzo Sanvitale
- Cardinale Ludovico Ludovisi
- Cardinale Luigi Caetani
- Cardinale Ulderico Carpegna
- Cardinale Paluzzo Paluzzi Altieri degli Albertoni
- Papa Benedetto XIII
- Papa Benedetto XIV
- Papa Clemente XIII
- Cardinale Marcantonio Colonna
- Cardinale Giacinto Sigismondo Gerdil, B.
- Cardinale Giulio Maria della Somaglia
- Cardinale Carlo Odescalchi, S.I.
- Cardinale Costantino Patrizi Naro
- Cardinale Lucido Maria Parocchi
- Papa Pio X
- Papa Benedetto XV
- Cardinale Willem Marinus van Rossum, C.SS.R.
- Arcivescovo Leo Peter Kierkels, C.P.
- Cardinale Thomas Benjamin Cooray, O.M.I.
- Arcivescovo Oswald Thomas Colman Gomis

La successione apostolica è:
- Vescovo Norbert Marshall Andradi, O.M.I. (2004)